# Govern de l'Ural
El govern de l'Ural fou un govern antibolxevic a l'antic govern (o província) tsarista de l'Ural establert el 1918 i que va durar fins al gener de 1920.
El 29 de març de 1918 es va produir un cop d'estat antibolxevic a Uralsk, essent enderrocat el soviet i creat el govern de la Host de l'Ural, dirigit per Gurian Fomitxov. L'abril de 1918 es va formar l'exèrcit de l'Ural.
Després de l'ocupació de Iekaterinburg per la Legió Txeca (25 de juliol de 1918), es va crear el 13 d'agost de 1918 el "govern provisional de l'Ural" sobre els territoris de les províncies (o governs -guberni) de Perm, Viatsk, Ufà i Orenburg. Aquest govern fou creat com a tampó entre el Komutx (Samara) i el govern provisional de Sibèria. El cap del govern fou P. Ivànov. La bandera estava inspirada en la bandera txeca (vermell sobre blanc) i era vermella sobre verd.
El gener-març de 1919 la part nord del territori controlat pel govern de Fomitxov fou ocupada per l'exèrcit roig.
El 25 de març de 1919 els governs de la regió foren abolits per l'ataman cosac de l'Ural, el general Vladímir Tolstov, que va constituir una Junta Militar que va exercir la dictadura al nord de la mar Càspia i a Priuràlie (Trans-Ural). El gener de 1920, el govern de Tolstov fou eliminat per l'exèrcit roig.